# الکساندر ژدانوف
الکساندر ژدانوف (اوکراینی: Олександр Миколайович Жданов؛ زادهٔ ۲۷ مهٔ ۱۹۸۴) بازیکن فوتبال اهل اوکراین است.
از باشگاه‌هایی که در آن بازی کرده‌است می‌توان به باشگاه فوتبال کریفباس کریفیی ریه و باشگاه فوتبال مکابی نتانیا اشاره کرد.